# Радиокнопка

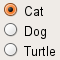
Выбрана радио-
кнопка «Cat»

Радиокно́пка (от англ. radio button), или переключа́тель, — элемент интерфейса, который позволяет пользователю выбрать одну опцию (пункт) из предопределённого набора (группы).

## Название
Элемент был назван по аналогии с кнопками, которые использовались в автомобильных радиоприёмниках для выбора предварительно настроенной радиостанции. Аналогичное решение в СССР широко применялось в телевизорах. Иногда их называют радиальными кнопками за их круглую форму, что неверно (к тому же, они могут быть и не круглыми, как, например, в библиотеке motif). Название возникло в начале 1980-х, когда такие кнопки были широко распространены. На русском языке по отношению к таким кнопкам принято[кем?] пользоваться термином «кнопка с зависимой фиксацией», однако по отношению к компьютерным интерфейсам этот термин не прижился.

## Описание
По сложившейся традиции радиокнопки представляют собой элемент круглой (реже — квадратной или ромбовидной) формы, а выбранный элемент выделяется чаще всего точкой внутри. Рядом с кнопкой располагается описание выбираемого элемента. Радиокнопки располагают группами по несколько штук, причём в любой момент выбрана может быть только одна кнопка из группы.
Радиокнопка может находиться не только на форме, но и в меню: в этом случае возможные варианты выделяются в группу, а выбранный отмечается точкой перед пунктом меню. Возможно использование радиокнопок и в текстовом интерфейсе — при этом невыбранная радиокнопка обычно обозначается парой круглых скобок ( ), а выбранная — звёздочкой (*) либо точкой (•).
При инициализации приложения какая-либо кнопка из группы, как правило, уже выбрана, но технически возможно оставить не выбранной ни одну. В такое состояние группу радиокнопок привести средствами только самих радиокнопок невозможно. Кроме того, многие руководства по созданию интерфейсов, в том числе Apple HIG, рекомендуют не оставлять группы без выбранных кнопок.